# Felipe Nascimento
Felipe Nascimento (Recife, 5 luglio 1993) è un pentatleta brasiliano.

## Biografia
Ha rappresentato la Francia ai Giochi olimpici estivi di Rio de Janeiro 2016, dove si è piazzato al trentunesimo posto nella gara maschile.